# Monte Ricordone
Il monte Ricordone è una montagna delle Alpi Cozie alta 1764 m s.l.m.. In lingua occitana è detto Cordon o Malàura. (traslitterazione secondo la norma classica).

## Caratteristiche
È una montagna poco elevata, la cui sommità ha una caratteristica forma tondeggiante, ricoperta da pascoli sui versanti est, nord ed ovest, mentre sul versante meridionale, che sovrasta l'abitato di Frassino, cresce una pineta.
Il monte sorge su uno spartiacque secondario che separa la Valle Varaita principale dal Vallone di Gilba. Dalla vetta, interamente compresa nel comune di Frassino, la cresta scende verso nord-ovest fino al passo di Malaura, da dove prosegue verso il colle del Prete e la Testa di Garitta Nuova. Verso valle, invece, la cresta si sviluppa in direzione est, per poi piegare a sud-est dopo il picco di roccia la Croce.
Dal punto di vista geologico, la montagna è costituita da micascisti e micascisti gneissici, sovrastanti degli gneiss minuti che affiorano sulla cresta est a partire da località roccia la Croce, e sul versante meridionale sotto i 1500 m.
La sua sommità è facilmente raggiungibile con itinerari di tipo escursionistico; per la sua facile raggiungibilità e per la presenza di estesi pascoli, la vetta della montagna è stata da sempre frequentata dai pastori del luogo.
Nonostante la bassa quota, il Ricordone si trova in una posizione molto favorevole, che permette di avere, dalla sua vetta, un'ottima vista sull'intera Valle Varaita, sul Monviso, e su gran parte della cerchia delle Alpi dall'Argentera al Monte Rosa.

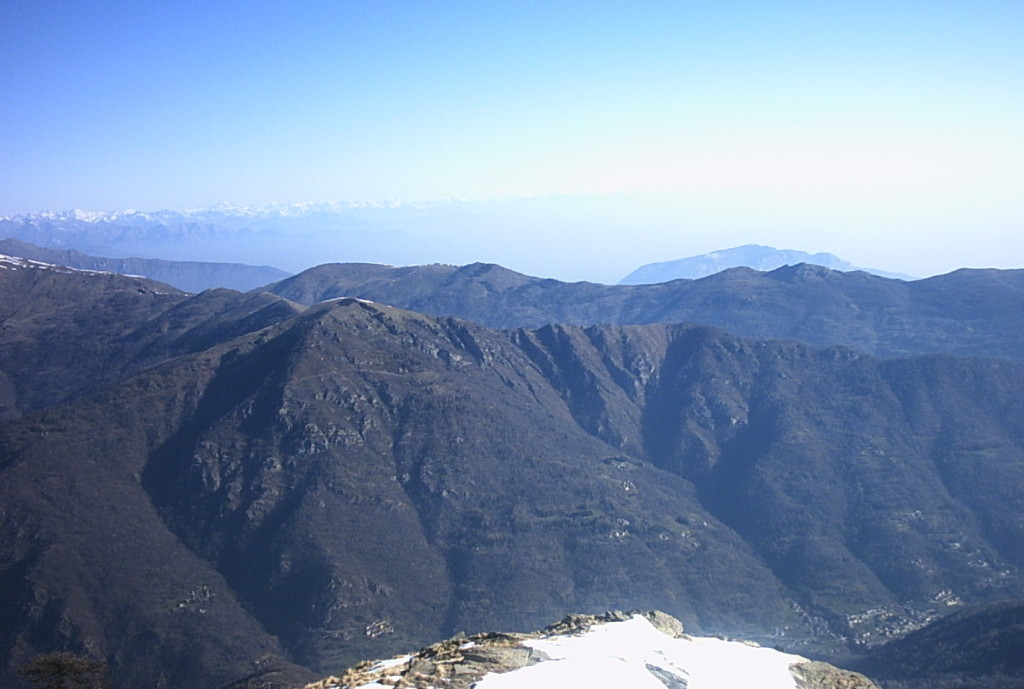
Il Ricordone visto dal monte Birrone; a destra, nel fondovalle, l'abitato di Frassino

Il 19 gennaio 1885 dal versante meridionale della montagna si staccò una valanga che, scendendo a valle, distrusse tre delle borgate del comune di Frassino, causando 76 morti. L'evento è ricordato da una croce metallica, posizionata a poca distanza dalla vetta, in corrispondenza del punto da dove si staccò la valanga. La pineta che cresce sul versante meridionale del monte fu impiantata a fine XIX secolo, in seguito alla valanga, a scopo preventivo.
Il 31 gennaio 2016 un vasto incendio ha colpito il Ricordone sui versanti di Frassino e Sampeyre. Nella giornata del 1º febbraio l'incendio si è spinto al vicino vallone di Gilba. Sul luogo hanno agito numerose squadre degli AIB(anti incendi boschivi), vigili del fuoco di Cuneo, Saluzzo e i volontari di Venasca, il corpo Forestale dello Stato con l'aiuto di un elicottero e di aerei Canadair.

## Accesso alla vetta
L'accesso alla vetta può avvenire con diversi itinerari, tutti con difficoltà di livello escursionistico.
Il percorso più agevole prevede di partire dalla frazione Puy, in comune di Sampeyre, e risalire fino alla cresta occidentale, che si risale fino alla vetta.
Un altro percorso prevede di partire dalla borgata Meyra Martin, risalendo tra i faggi fino alla base del tratto terminale della cresta est, che si percorre fino in vetta.
Si può anche partire da Frassino, seguendo il sentiero U71 che, passando per le borgate Campo Soprano, Meyra Cru e Meyra d'Amun, indi per il bosco del Tuono, porta alla cresta est, poco a valle di roccia la Croce; da qui si segue la cresta fino alla vetta.
Un ulteriore itinerario prevede di partire dal Vallone di Gilba, salendo al passo di Malaura e da qui alla vetta.
Tutti gli itinerari di accesso sono percorribili anche con la neve, utilizzando gli sci o le ciaspole.